# New Burlington (Ohio)
New Burlington es un lugar designado por el censo ubicado en el condado de Hamilton en el estado estadounidense de Ohio. En el Censo de 2010 tenía una población de 5069 habitantes y una densidad poblacional de 637,92 personas por km².

## Geografía
New Burlington se encuentra ubicado en las coordenadas 39°15′44″N 84°33′6″O / 39.26222, -84.55167. Según la Oficina del Censo de los Estados Unidos, New Burlington tiene una superficie total de 7.95 km², de la cual 7.95 km² corresponden a tierra firme y (0%) 0 km² es agua.

## Demografía
Según el censo de 2010, había 5069 personas residiendo en New Burlington. La densidad de población era de 637,92 hab./km². De los 5069 habitantes, New Burlington estaba compuesto por el 52.34% blancos, el 42.81% eran afroamericanos, el 0.18% eran amerindios, el 1.24% eran asiáticos, el 0.08% eran isleños del Pacífico, el 1.01% eran de otras razas y el 2.35% pertenecían a dos o más razas. Del total de la población el 2.37% eran hispanos o latinos de cualquier raza.